# Amecameca (region)
Amecameca (spanska: Región I Amecameca) är en region i delstaten Mexiko bildad 2006. Den gränsar till regionen Texcoco i norr, delstaten Puebla i ost, delstaten Morelos till syd och Mexico City till väst. 
Hela regionen tillhörde tidigare regionen Texcoco, innan det blev en egen region.

## Kommuner i regionen
Dessa tretton kommuner ingår i regionen (2020).
- Amecameca
- Atlautla
- Ayapango
- Chalco
- Cocotitlán
- Ecatzingo
- Juchitepec
- Ozumba
- Temamatla
- Tenango del Aire
- Tepetlixpa
- Tlalmanalco
- Valle de Chalco Solidaridad